# العدنية (إب)

تعديل مصدري - تعديل

العدنية محلة تابعة لقرية الدنوه القبلية، التابعة لعزلة الروس بمديرية إب إحدى مديريات محافظة إب في الجمهورية اليمنية.، بلغ تعداد سكانها 668 حسب تعداد اليمن لعام 2004.